# Tomáš Kalas
Tomáš Kalas (* 15. května 1993 Olomouc) je český profesionální fotbalista, který hraje na pozici středního obránce za německý klub FC Schalke 04 a za český národní tým.
Mimo Česko působil na klubové úrovni v Anglii, Nizozemsku a Německu. Je to typ rychlého a atletického fotbalisty. Hraje primárně na pozici stopera (střední obránce), ale může alternovat i na obou stranách obranné řady.
Za rok 2012 zvítězil v české anketě Fotbalista roku v kategorii Talent roku.

## Atletika
V mládí se věnoval také atletice v klubu AK Olomouc. V roce 2009 na mistrovství ČR dorostu vyhrál skok daleký s výkonem 676 cm a v běhu na 100 m s časem 11,09 skončil třetí. Osobní rekord ve skoku dalekém má 696 cm. V roce 2010 vyhrál ve skoku do výšky hanáckou laťku v kategorii celebrit s výkonem 186 cm.

## Klubová kariéra
Svoji fotbalovou kariéru začal v Sigmě Olomouc. V první polovině roku 2009 hrál za výběr Sigmy do 17 let, v druhé polovině roku již za devatenáctileté.

### SK Sigma Olomouc
V zimní přestávce sezóny 2009/10 zahájil přípravu s prvním týmem a také hrál na zimním turnaji Tipsport, poté na jaře 2010 pokračoval v dorosteneckém týmu.
V první české lize Kalas debutoval 5. května 2010 proti Slovanu Liberec, ve věku 16 let, 11 měsíců a 20 dní (výhra 2:0), odehrál celý zápas. Byl to jeho jediný ligový start za tým.

### Chelsea FC

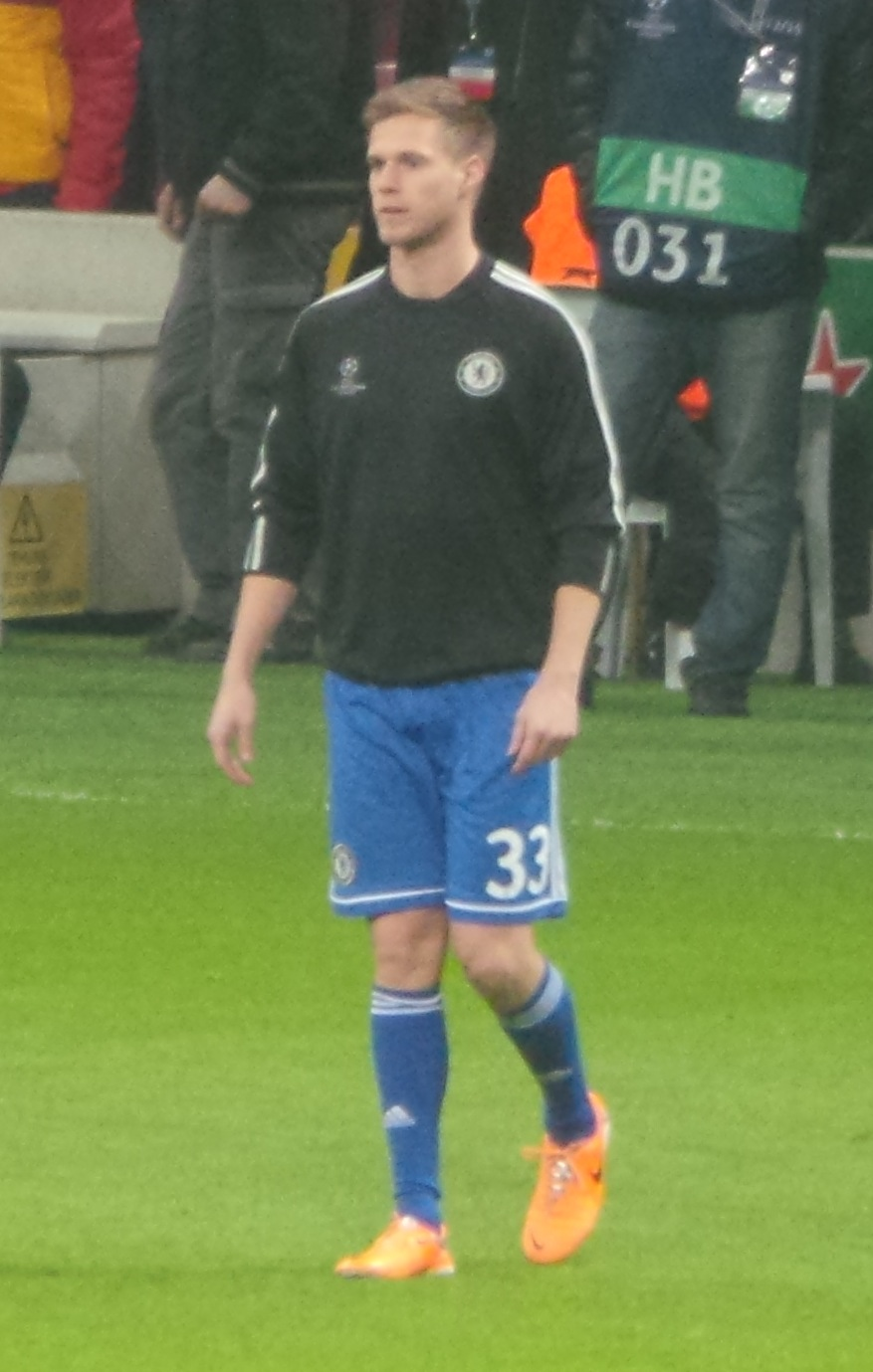
Působení v Chelsea (2014)

V létě roku 2010, po mistrovství Evropy do 17 let se o něj začaly zajímat přední evropské kluby, například Arsenal FC, AC Milán, Bayer 04 Leverkusen nebo Chelsea FC, do které nakonec 7. července 2010 za cca 160 milionů korun přestoupil. Podzim sezóny 2010/11 strávil na hostování v mateřské Sigmě Olomouc, v lednu 2011 se vrátil zpátky do Chelsea. V rezervním týmu Chelsea debutoval 21. února 2011. V létě 2012 podepsal s Chelsea FC novou smlouvu do června 2017.

#### SK Sigma Olomouc (hostování)
Po přestupu do Chelsea byl v létě 2010 obratem poslán zpět na hostování do Sigmy Olomouc, kde strávil podzimní část ročníku 2010/11. Odehrál zde čtyři střetnutí v lize, ve kterých se gólově neprosadil.

#### Vitesse (hostování)
22. srpna 2011 byl Tomáš Kalas zapůjčen na hostování do nizozemského klubu Vitesse pro sezónu 2011/12. Zde obdržel dres s číslem 2 a stal se mj. spoluhráčem Wilfrieda Bonyho. Debutoval v zápase proti klubu Roda JC Kerkrade, utkání skončilo vítězstvím Vitesse 5:0.
V létě 2012 podepsal s Chelsea FC novou smlouvu do června 2017, pro sezónu 2012/13 zůstal na hostování ve Vitesse. 15. září 2012 přispěl brankou na 2:0 k vítězství svého týmu nad domácím FC Groningen (výhra 3:0). Byl to první gól českého obránce v sezoně. Celkem za Vitesse nastoupil k 67 ligových zápasů v nichž se 2x gólově prosadil.

#### Návrat do Chelsea
Po návratu z hostování ve Vitesse v červenci 2013 bojoval o místo v sestavě A-týmu Chelsea, odehrál několik přípravných zápasů, ale při jednom z tréninků se zranil (naštípnutá lýtková kost). Soutěžní premiéru v A-týmu Chelsea absolvoval 29. října 2013 v utkání anglického ligového poháru proti domácímu Arsenalu, kdy nastoupil na hřiště na poslední minutu střetnutí. Chelsea vyhrála 2:0. Stal se třetím českým fotbalistou, který nastoupil v A-mužstvu Chelsea (po Petru Čechovi a Jiřím Jarošíkovi). V týmu zaujal místo čtvrtého stopera (za Johnem Terrym, Davidem Luizem a Gary Cahillem). V evropských pohárech debutoval za Chelsea v Lize mistrů 18. března 2014 v odvetě osmifinále proti tureckému Galatasaray SK (výhra 2:0). Opět naskočil v závěru, ve třetí minutě nastavení. V Premier League debutoval 27. dubna 2014 v souboji s Liverpool FC, v němž odehrál kompletní zápas na místě levého stopera (za zraněného kapitána Johna Terryho) po boku Branislava Ivanoviće, a svým výkonem v defenzivně pojatém střetnutí (ze strany Chelsea) pomohl k výhře 2:0. Společně se spoluhráči se mu podařilo „vymazat“ ze hřiště nejlepšího kanonýra Premier League Luise Suáreze. Při své premiéře mohl vstřelit i branku, ale jeho hlavička po rohovém kopu mířila mimo tyče. Jeho výkon ocenil britský tisk i trenér José Mourinho. Dobrý pocit z jeho výkonu měli i experti v Británii. „Kalas s Ivanovičem byli excelentní,“ prohlásil bývalý útočník Celtiku Glasgow John Hartson pro BBC. Chelsea porazila přímého konkurenta v boji o titul a zachovala si naději na vítězství v anglické lize.

#### 1. FC Kolín (hostování)
Po sezoně 2013/14 odešel v červenci 2014 na hostování do německého celku 1. FC Kolín, tehejšího nováčka 1. německé Bundesligy. Zde neodehrál pod trenérem Peterem Stögerem na podzim ani jedno soutěžní utkání a v lednu 2015 se vrátil do Chelsea. Ačkoli mělo jít původně o celosezónní hostování, klauzule o minimálním počtu odehraných zápasů ve smlouvě o hostování mu umožnila vrátit se již v zimě.

#### Middlesbrough FC (hostování)
O hráče se zajímal Queens Park Rangers FC, ale nakonec v lednu 2015 zamířil na půlroční hostování do anglického druholigového klubu Middlesbrough FC. Debutoval 10. ledna v ligovém zápase proti Reading FC (remíza 0:0), odehrál kompletní utkání. S týmem bojoval o postup do Premier League, který se nezdařil. Ještě před koncem ročníku se 20. dubna 2015 vrátil do Chelsea.
V červenci 2015 bylo hráčovo hostování o rok prodlouženo a Kalas prodloužil i svou smlouvu s Chelsea až do konce sezóny 2017/18. V ročníku 2015/16 pomohl Middlesbroug k přímému postupu do nejvyšší soutěže, kam se tým vrátil po sedmi letech. Celkem v dresu Middlesbrough nastoupil v lize ke 43 zápasům, branku nevstřelil. 

#### Fulham FC (hostování)
V létě 2016 odešel na roční hostování do klubu Fulham FC. V dresu Fulhamu debutoval 5. srpna 2016 v ligovém utkání 1. kola proti Newcastlu United, odehrál celých devadesát minut a pomohl svému týmu k výhře 1:0. V rozmezí devátého až čtrnáctého kola nehrál kvůli zranění a léčil se v Chelsea. K soutěžnímu střetnutí nastoupil až 29. října 2016 a svým gólem ze 34. minuty se podílel na vysoké výhře 5:0 nad Huddersfieldem Town. Kalas se v ligovém utkání prosadil po čtyřech letech, naposledy dal branku v září 2012 při hostování ve Vitesse. Ve zbytku sezóny patřil Kalas k členům základní sestavy.
V létě 2017 bylo Kalasovo hostování ve Fulhamu prodlouženo o další rok. V sezóně vytvořil stabilní stoperskou dvojici s Timem Reamem. O své místo v sestavě přišel až v závěru sezóny, a to kvůli problémům s kyčlemi; klubu pomohl k postupu do elitní Premier League. Celkem v dresu Fulhamu odehrál 76 soutěžních utkání, v nichž vstřelil 1 branku.

### Bristol City
V srpnu 2018 Kalas znovu opustil londýnskou Chelsea a zamířil tentokrát do druholigového anglického Bristolu. V Bristolu se rychle zařadil k oporám klubu, v sezóně odehrál 41 soutěžních utkání a s Bristolem ročník 2018/19 zakončil na solidním 8. místě v Championship. V létě 2019 pak přestoupil Kalas do Bristolu na trvalo. Ačkoli přestupní částku kluby nezveřejnily, podle společnosti Sport Invest, která Kalase zastupovala, se jednalo o rekordní přestup v historii klubu. Na konci sezóny 2019/20 převzal Kalas v týmu kapitánskou pásku.
Celkem odehrál Kalas v Bristolu 4 sezóny, během nichž nastoupil do 155 soutěžních utkání. Klub Kalas opustil v létě 2023 jako volný hráč.

### Schalke 04
Kalas po konci smlouvy v anglickém druholigovém Bristolu zamířil do Schalke. V klubu druhé Bundesligy podepsal třicetiletý český obránce dvouletý kontrakt.

## Klubové statistiky
Aktuální k červenci 2019
| Sezona  | Klub                     | Soutěž           | Zápasy | Góly |
| ------- | ------------------------ | ---------------- | ------ | ---- |
| 2009/10 | SK Sigma Olomouc         | Gambrinus liga   | 1      | 0    |
| 2010/11 | SK Sigma Olomouc (host.) | Gambrinus liga   | 4      | 0    |
| 2010/11 | Chelsea FC               | Premier League   | 0      | 0    |
| 2011/12 | Vitesse (host.)          | Eredivisie       | 33     | 2    |
| 2012/13 | Vitesse (host.)          | Eredivisie       | 34     | 1    |
| 2013/14 | Chelsea FC               | Premier League   | 2      | 0    |
| 2014/15 | 1. FC Kolín (host.)      | Bundesliga       | 0      | 0    |
| 2014/15 | Middlesbrough FC (host.) | EFL Championship | 17     | 0    |
| 2015/16 | Middlesbrough FC (host.) | EFL Championship | 30     | 0    |
| 2016/17 | Fulham FC (host.)        | EFL Championship | 40     | 1    |
| 2017/18 | Fulham FC (host.)        | EFL Championship | 36     | 0    |
| 2018/19 | Bristol City (host.)     | EFL Championship | 41     | 0    |
| 2019/20 | Bristol City             | EFL Championship | 0      | 0    |

## Reprezentační kariéra

### Mládežnické výběry
V mládežnické reprezentaci debutoval 5. září 2009 za tým do 17 let v kvalifikaci na ME. Zúčastnil se i závěrečného turnaje mistrovství Evropy ve fotbale hráčů do 17 let v květnu 2010 v Lichtenštejnsku. V červenci 2011 hrál za Česko na mistrovství Evropy hráčů do 19 let 2011 v Rumunsku, kde se dostal s týmem vedeným trenérem Hřebíkem až do finále proti Španělsku a získal stříbrnou medaili po porážce 2:3 v prodloužení.
Trenér Jakub Dovalil jej nominoval na domácí Mistrovství Evropy hráčů do 21 let 2015 konané v Praze, Olomouci a Uherském Hradišti.

### A-mužstvo
6. listopadu 2012 byl poprvé nominován trenérem Michalem Bílkem do českého reprezentačního A-týmu pro přípravný zápas se Slovenskem 14. listopadu 2012 v Olomouci. Do utkání nastoupil v 74. minutě, když vystřídal na hřišti Davida Limberského. Český národní tým vyhrál nad Slovenskem 3:0. K dalšímu zápasu v národním týmu nastoupil pod trenérem Pavlem Vrbou 13. října 2015 v kvalifikaci na EURO 2016 v Amsterdamu proti týmu Nizozemsku (výhra 3:2). S českým týmem slavil postup na EURO 2016 ve Francii.
V březnu 2021 byl nominován na utkání zahajující kvalifikaci na MS 2022. Kvůli zranění z utkání EFL Championship proti Rotherhamu ale z nominace vypadl. Na jeho post stopera byl dodatečně povolán Václav Jemelka.

### Reprezentační góly a zápasy
Góly Tomáše Kalase v A-týmu české reprezentace
| Gól                  | Datum       | Stadion                                  | Soupeř  | Skóre (min.) | Výsledek | Soutěž          |
| -------------------- | ----------- | ---------------------------------------- | ------- | ------------ | -------- | --------------- |
| 010                  | 6. 6. 2018  | Rudolf Tonn-Stadion, Schwechat, Rakousko | Nigérie | 00:1 00(25.) | 0:1      | přátelský zápas |
| 02                   | 26. 3. 2018 | Guangxi Sports Centre, Nanking, Čína     | Čína    | 01:1 00(57.) | 1:4      | China Cup 2018  |
| Platí k 20. 11. 2018 |             |                                          |         |              |          |                 |

Zápasy Tomáše Kalase v A-týmu české reprezentace
| Rok    | Zápasy | Góly |
| ------ | ------ | ---- |
| 2012   | 1      | 0    |
| 2013   | 0      | 0    |
| 2014   | 0      | 0    |
| 2015   | 2      | 0    |
| 2016   | 2      | 0    |
| 2017   | 6      | 0    |
| 2018   | 7      | 2    |
| 2019   | 1      | 0    |
| Celkem | 19     | 2    |

## Úspěchy

### Reprezentační
- 1× stříbro z ME do 19 let (2011)

### Individuální
- Talent roku v anketě Fotbalista roku (Česko) za rok 2012.[3]